# Dermaleipa rubricata
Dermaleipa rubricata är en fjärilsart som beskrevs av Holland 1894. Dermaleipa rubricata ingår i släktet Dermaleipa och familjen nattflyn. Inga underarter finns listade i Catalogue of Life.